# Norveško more
Norveško more (nor. Norskehavet, isl. Noregshaf, far. Norskahavið) rubno je more Atlantskoga oceana. Proteže se sjeverozapadno od Norveške između Sjevernoga mora i Grenlandskoga mora, a na sjeveroistoku graniči s Barentsovim morem. Podvodni greben koji se proteže između Farskih otoka i Islanda odvaja ga od ostatka Atlantika, a greben Jan Mayen na sjeveru razdvaja ga od Grenlandskoga mora.
Za razliku od mnogih drugih mora najveći dio dna Norveškoga mora nije dio epikontinentalnoga pojasa i stoga je njegova prosječna dubina vrlo velika, otprilike dva kilometra. Ispod morskoga dna nalaze se bogata nalazišta nafte i prirodnog plina, a istraživačke bušotine buše se u dijelovima mora dubokim do jednoga kilometra. Obalna su područja bogata ribom koja migrira u Norveško more iz sjevernog Atlantika ili Barentsova mora radi mriještenja (bakalar). Topla sjevernoatlantska struja osigurava relativno stabilnu i visoku temperaturu vode tako da je za razliku od arktičkih mora Norveško more bez leda tijekom cijele godine. Nedavna su istraživanja dokazala da je veliki obujam vode Norveškoga mora sa svojim velikim kapacitetom apsorpcije topline važniji razlog blagih zima u Norveškoj i od same Golfske struje.
Norveško more je izdašno ribolovno područje, a ulov uglavnom čine bakalar, haringa, srdela i inćun.

## Opseg
Međunarodna hidrografska organizacija definira granice Norveškoga mora na sljedeći način:
Na sjeveroistoku. Crta koja spaja najjužniju točku Zapadnog Spitzbergena do Sjevernog rta Medvjeđeg otoka, kroz ovaj otok do rta Bull i odatle do Nordkappa u Norveškoj (25°45'E).
Na jugoistoku. Zapadna obala Norveške između Sjevernog rta i Cape Stadta (62°10′N 5°00′E / 62.167°N 5.000°E).
Na jugu. Od točke na zapadnoj obali Norveške na zemljopisnoj širini 61°00' sjeverno uzduž ove paralele do zemljopisne dužine 0°53' zapadno, odatle linija koja ide NE do krajnjeg mjesta Fuglö (62°21′N 6°15′W / 62.350°N 6.250°W) i otud do istočnog ruba Gerpira (65°05′N 13°30′W / 65.083°N 13.500°W) na Islandu.
Na zapadu. Jugoistočna granica Grenlandskog mora (Crta koja spaja najjužniju točku Zapadnog Spitzbergena do sjeverne točke otoka Jan Mayen, niz zapadnu obalu tog otoka do njegove južne točke, odatle linija koja pe proteže do istočne točke Gerpira ((65°05′N 13°30′W / 65.083°N 13.500°W) na Islandu).

## Geografija
Norveško more nastalo je prije otprilike 250 milijuna godina, kada su se Euroazijska ploča Norveške i Sjevernoamerička ploča uključujući Grenland počele odvajati. Postojeće usko morsko more između Norveške i Grenlanda počelo se širiti i produbljivati. Sadašnja kontinentalna padina u Norveškome moru označava granicu između Norveške i Grenlanda kakva je bila prije otprilike 250 milijuna godina. Na sjeveru se proteže istočno od Svalbarda i na jugozapadu između Britanije i Farskih otoka. Ova je kontinentalna padina bogato ribolovno područje i mjesto brojnih koraljnih grebena. Taloženje grebena nakon odvajanja kontinenata izazvalo je klizišta, kao što je primjerice klizište Storegga prije otprilike 8000 godina izazvao veliki tsunami.
Obale Norveškoga mora oblikovane su tijekom posljednjeg ledenog doba. Veliki ledenjaci visoki nekoliko kilometara utisnuli su se u kopno, izdubili su fjordove u kopnenoj masi, a uruđavanjem zemljanog materijala u more i produžili su kontinentalne padine. To je posebno vidljivo uz norvešku obalu duž Helgelanda i sjeverno do Lofotskih otoka. Norveški epikontinentalni pojas širok je između 40 i 200 kilometara i ima drugačiji oblik od kontinentalnih platformi u Sjevernome i Barentsovom moru. Sadrži brojne brazde i nepravilne vrhove, koji obično imaju amplitudu manju od 100 metara, ali mogu doseći i do 400 metara. Prekriveni su mješavinom šljunka, pijeska i mulja, a brazde su mjestom mriještenja riba. Dublje u moru postoje dva duboka bazena odvojena niskim grebenom (njegova najdublja točka na 3000 m) između visoravni Vøring i otoka Jan Mayen. Južni bazen je veći i dublji, s velikim područjima između 3500 i 4000 metara dubine. Sjeverni bazen je plići na 3200 - 3300 metara, ali sadrži mnoga pojedinačna mjesta koja se spuštaju do 3500 metara. Podmorski pragovi i kontinentalne padine označavaju granice ovih bazena sa susjednim morima. Na jugu se nalazi europski epikontinentalni pojas i Sjeverno more, na istoku je euroazijski epikontinentalni pojas s Barentsovim morem. Na zapadu Škotsko-Grenlandski greben odvaja Norveško more od sjevernog Atlantika. Ovaj greben je u prosjeku dubok samo 500 metara, samo na nekoliko mjesta doseže dubinu od 850 metara. Na sjeveru leže gebeni Jan Mayen i Mohns, koji leže na dubini od 2000 metara, a neke brazde na ovom području dosežu dubinu od oko 2600 metara.

## Hidrologija
U Norveškome moru susreću se četiri glavne vodene mase koje potječu iz Atlantskog i Arktičkog oceana što stvara morske struje koje su od temeljne važnosti za globalnu klimu. Topla slana Sjevernoatlantska struja pritječe iz Atlantskog oceana, a hladnija i manje slana Norveška struja izvire iz Sjevernog mora. Takozvana Istočnoislandska struja prenosi hladnu vodu južno od Norveškoga mora prema Islandu i zatim na istok, duž Arktičkog kruga. Ova se struja javlja u srednjem vodenom sloju. Duboka morske truje teku u Norveško more iz Grenlandskoga mora. Plima i oseka u moru su poludnevne, odnosno dižu se dva puta dnevno na visinu od oko 3,3 metra.

### Površinska strujanja
Hidrologija gornjih slojeva vode uvelike je određena strujanjem iz sjevernog Atlantika. Strujanje dostiže brzinu od 10 Sv (1 Sv = milijun m3/s), a najveća dubina mu je 700 metara kod Lofotskog otočja, no obično se kreće unutar 500 metara. Dio dolazi kroz Farsko-Šetlandski kanal i ima relativno visok salinitet od 35,3‰ (promila). Ova struja izvire iz Sjevernoatlantske struje i teće uz europsku kontinentalnu padinu; povećano isparavanje zbog tople europske klime rezultira povišenom slanošću. Drugi dio prolazi kroz grenlandsko-škotski jarak između Farskih otoka i Islanda ; ova voda ima srednji salinitet između 35 i 35,2‰. Protok pokazuje jake sezonske varijacije i može biti dvostruko veći zimi nego ljeti. Dok mu je na Farsko-Šetlandskom kanalu temperatura najviša, oko 9,5 °C, na Svalbardu otpušta energiju u okoliš (oko 250 terawata) i ohladi se na oko 5 °C.
Struja koja teče iz Sjevernog mora izvire iz Baltičkog mora i tako prikuplja većinu slatke vode koja se slijeva u mora u Sjevernoj Europi, no ovaj je doprinos relativno mali. Temperatura i salinitet ove struje pokazuju snažna sezonska i godišnja kolebanja. Dugoročna mjerenja unutar gornjih 50 metara u blizini u obale pokazuju maksimalnu temperaturu od 11,2 °C na paraleli 63° N u rujnu i najmanje 3,9 °C na Sjevernome rtu u ožujku. Salinitet varira između 34,3 i 34,6‰, a najmanji je u proljeće zbog dotoka otopljenog snijega iz rijeka. Najveće rijeke koje se ulijevaju u more u ovome području su Namsen, Ranelva i Vefsna. Sve su te rijeke relativno kratke, ali imaju visok protok vode zato što se slijevaju niz strme planinske obronke.
Dio tople površinske vode s Zapadnospitsberškom strujom teče izravno iz Atlantskog oceana u Arktički ocean uz Grenlandsko more. Ova struja ima brzinu od 3-5 Sv i ima veliki utjecaj na klimu. Ostale površinske vode (~1 Sv) teku duž norveške obale u smjeru Barentsovog mora. Voda Zapadnospitberške struje dovoljno se ohladi u Norveškome moru da uranja u dublje slojeve i tamo istiskuje vodu koja teče natrag u sjeverni Atlantik.
Arktička voda iz Istočnoislandske struje uglavnom teče u jugozapadnom dijelu Norveškoga mora u blizini Grenlanda. Njena svojstva također pokazuju značajne godišnje fluktuacije, ali dugotrajna prosječna temperatura je ispod 3 °C, a salinitet između 34,7 i 34,9‰. Udio te vode na površini mora ovisi o snazi struje, koja pak ovisi o razlici tlaka između islandskog niskog i azorskog visokog tlaka: što je veća razlika, to je struja jača.

### Dubokomorske struje
Norveško more povezano je s Grenlandskim morem i Arktičkim oceanom tjesnacem Fram dubokim 2600 metara. Norveška duboka voda (NSDW) javlja se na dubinama većim od 2000 metara. Ovaj homogeni sloj sa salinitetom od 34,91‰ ima malu razmjenu vodene mase sa susjednim morima. Njegova temperatura je ispod 0 °C i pada na −1 °C na dnu oceana. U usporedbi s dubokim vodama okolnih mora, NSDW ima više hranjivih tvari, ali manje kisika.
Slaba izmjena dubokih voda s Atlantskim oceanom posljedica je male dubine relativno ravnog grenlandsko-škotskog grebena između Škotske i Grenlanda, ogranka Srednjoatlantskog grebena. Samo četiri područja grenlandsko-škotskog grebena dublja su od 500 metara: kanal Faroe-Bank (oko 850 metara), neki dijelovi grebena Island-Faroe (oko 600 metara), greben Wyville-Thomson (620 metara) i područja između Grenlanda i Danskog tjesnaca (850 metara), što je mnogo pliće od Norveškoga mora. Hladna duboka voda teče u Atlantik kroz različite kanale: oko 1,9 Sv kroz kanal Faroe Bank, 1,1 Sv kroz kanal Island-Faroe i 0,1 Sv kroz brazdu Wyville-Thomson. Turbulencije koje nastaju kada duboka voda padne iza grenlandsko-škotskog grebena u duboki atlantski bazen miješaju susjedne slojeve vode i formiraju Sjevernoatlantsku duboku vodu, jednu od dvije glavne dubokomorske struje koje opskrbljuju duboke slojeve oceana kisikom.

## Klima
Termohalinska cirkulacija značajno utječe na klimu u Norveškome moru, što čini da regionalna klima može značajno odstupati od prosjeka. Također postoji razlika od oko 10 °C između mora i obale. Temperature Norveškoga mora rasle su između 1920. i 1960., a učestalost oluja se u istom razdoblju smanjila. Učestalost oluja bila je relativno visoka između 1880. i 1910., znatno se smanjila od 1910. do 1960., a zatim se vratila na izvornu razinu.
Za razliku od Grenlandskoga i Arktičkog mora, Norveško more ne ledi tijekom cijele godine, zahvaljujući toplim strujama. Konvekcija između relativno tople vode i hladnoga zraka zimi igra važnu ulogu u arktičkoj klimi. Srpanjska izoterma od 10 stupnjeva (linija temperature zraka) prolazi kroz sjevernu granicu Norveškoga mora i često smatra južnom granicom Arktika. Zimi Norveško more općenito ima najniži tlak zraka na cijelom Arktiku što uzrokuje formiranje većine islandskih ciklona. Temperatura vode u većem dijelu mora je 2–7 °C u veljači i 8.–12 °C u kolovozu. 

## Flora i fauna
Norveško more prijelazno je područje između borealnog i arktičkog ekosustava, stoga ga nastanjuje flora i fauna karakteristična za obje klimatske regije. Južna granica mnogih arktičkih vrsta prolazi kroz Sjeverni rt, Island i središte Norveškog mora, dok sjeverna granica borealnih vrsta leži u blizini granice Grenlandskog mora s Norveškim morem i Barentsovim morem, odnosno ta se područja preklapaju. Neke vrste poput jakobove kapice, islandske kapice (Chlamys islandica) i kapelina imaju tendenciju koloniziranja ovoga područja između Atlantskog i Arktičkog oceana.

### Plankton i organizmi morskog dna
Većina života u Norveškome moru obitava gornje slojeve vode. Studije ukazuju da se u cijelom području sjevernog Atlantika samo 2% biomase razvija na dubinama ispod 1000 metara, a samo 1,2% nalazi se u blizini morskog dna.
Cvatnjom Fitoplanktona kao biomasa dominira klorofil, a vrhunac cvatnje je oko 20. svibnja. Glavni oblici fitoplanktona su dijatomeje, posebice rod Thalassiosira i Chaetoceros. Nakon proljetnog cvata haptofiti iz roda Phaecocystis pouchetti postaju pretežiti.
- Hyperiidea
- Škamp sjeverna kozica Pandalus borealis
- Lophelia pertusa
- Meganyctiphanes norvegica

Zooplankton uglavnom čine veslonošci Calanus finmarchicus i Calanus hyperboreus. Prvi se pojavljuje oko četiri puta češće od drugog i uglavnom se nalazi u atlantskim tokovima, dok C. hyperboreus dominira u arktičkim vodama. Oni su glavni izvor hrane većini morskih grabežljivaca. Najvažnije vrste krila toga područja su Meganyctiphanes norvegica, Thyssanoessa inermis i Thyssanoessa longicaudata. Za razliku od Grenlandskog mora, u Norveškom moru postoji značajna prisutnost vapnenačkog planktona (Coccolithophore i Globigerinida). Proizvodnja planktona jako se mijenja iz godine u godinu, primjerice biomasa C. finmarchicusa bila je 28 g/m2 (suhe težine) 1995. godine i samo 8 g/m2 1997. godine, što je posljedično utjecalo na populaciju svih njegovih grabežljivaca.
Škampi vrste sjeverna kozica imaju važnu ulogu u prehrani riba, posebice bakalara i ugotice pučinke, a uglavnom se nalaze na dubinama između 200 i 300 metara. Posebnost Norveškoga mora su prostrani koraljni grebeni Lophelia pertusa koji pružaju utočište raznim vrstama riba. Iako su ti koralji rasprostranjeni u mnogim perifernim područjima sjevernog Atlantika, nikada ne dosežu toliku rasprostranjenost i koncentraciju kao na norveškim kontinentalnim padinama. Međutim, ugroženi su zbog sve većeg koćarenja koje mehanički uništava koraljne grebene.

### Ribe
Norveške obalne vode najvažnije su mrjestilište populacija haringi u sjevernom Atlantiku, a valjenje se događa u ožujku. Jaja isplivaju na površinu, a sjeverna struja ih ispire s obale. Dok mala populacija haringi ostaje u fjordovima i duž sjeverne norveške obale, većina provodi ljeto u Barentsovom moru, gdje se hrani brojnim planktonom. Nakon što dosegne starost za razmnožavanje, haringa se vraća u Norveško more. Zalihe haringe uvelike se razlikuju između godina. Broj im se povećao 1920-ih zahvaljujući blažoj klimi, a zatim se u sljedećim desetljećima urušio do najnižeg broja 1970. Smanjenje je barem djelomično uzrokovano prekomjernim ribolovom. Biomasa mladih izleženih haringi pala je s 11 milijuna tona 1956. na gotovo nulu 1970. što je utjecalo na ekosustav ne samo Norveškoga mora nego i Barentsovog mora.
Provedba ekoloških i ribolovnih propisa rezultirala je djelomičnim oporavkom populacije haringe počevši od 1987. Ovaj oporavak bio je popraćen smanjenjem populacije kapelina i bakalara. Dok je kapelin imao koristi od smanjenog ribolova, porast temperature 1980-ih i natjecanje za izvore hrane s haringom doveli su gotovo do njegovog nestanka iz Norveškog mora, dok je starija populacija kapelina brzo izlovljena. To je također smanjilo populaciju bakalara, glavnog grabežljivca kapelina, jer je haringa još uvijek bila premala u broju da bi zamijenila kapelana kao izvor hrane bakalaru.
Ugotica pučinka (Micromesistius poutassou) je stekla prednost u razmnožavanju smanjenjem ribljih fondova haringe i kapelina jer je preuzela ulogu glavnog grabežljivca planktona. Mrijesti se u blizini Britanskog otočja. Morske struje nose njihova jaja u Norveško more, a se odrasle jedinke također tamo sele zbog obilnijih izvora hrane. Mladi provode ljeto i zimu do veljače u norveškim obalnim vodama, a zatim se vraćaju u toplije vode zapadno od Škotske. Norveški arktički bakalar uglavnom nastanjuje Barentsovo more i obalne vode otočja Svalbard. U ostalim dijelovima Norveškoga mora seli se samo tijekom sezone razmnožavanja, dok se crna kolja (Pollachius virens) i bakalarka (Melanogrammus aeglefinus) mrijeste u obalnim vodama. Skuša je važna riba u  komercijalnom smislu. Koraljne grebene nastanjuju različite vrste roda Sebastes.

### Ptice i sisavci
U Norveškome moru prisutan je značajni broj morskih sisavaca poput patuljastog kita, grbavog kita, rudolfijevog kita i orki, a bjelonose pliskavice obitavaju uglavnom obalne vode. Orke i neki drugi kitovi posjećuju more u ljetnim mjesecima u potrazi za hranom, a njihova je brojnost usko povezana sa zalihama haringe. S ukupnom populacijom od oko 110 000 patuljasti kitovi daleko su najčešći kitovi u Norveškome moru. Lov na patuljaste kitove je dopušten i love ih nNorveški i islandski kitolovci, s kvotom od oko 1000 godišnje za Norvešku. Za razliku prije, danas se prvenstveno konzumira njihovo meso, a ne mast i ulje.
Grenlandski kit je nekada bio glavni grabežljivac planktona, ali je gotovo nestao iz Norveškog mora nakon intenzivnog lova u 19. stoljeću, a privremeno je istrijebljen u cijelom sjevernom Atlantiku. Sličnu sudbinu imao je i plavi kit koji je nekada formirao velike skupine između Jan Mayena i Spitsbergena, ali danas je jedva prisutan Promatranja sjeverne kljunaste ulješure u Norveškom moru su rijetka. Ostale velike životinje mora su tuljan mjehuraš, grenlandski tuljan, te lignje.
Važne vrste morskih ptica Norveškog mora su tupik, troprsti galeb i razne ptice iz roda močvarica. Tupik i močvarice također su pretrpjeli kolaps populacije haringe, osobito tupici iz Lofotskog otočja. Ovi potonji jedva da su imale alternativu haringi i njihova se populacija otprilike prepolovila između 1969. i 1987.

## Povijest
Obalne vode sjeverne Norveške bogate ribom odavno su poznate i privlačile su vješte mornare s Islanda i Grenlanda, stoga je većina naselja na Islandu i Grenlandu smještena na zapadnim obalama otoka, koje su bile i toplije zbog atlantskih struja. Prvi donekle pouzdani zemljovid Sjeverne Europe bio je Carta marina iz 1539., koja prikazuje Norveško more kao obalne vode Skandinavskog poluotoka i ne pokazuje ništa sjevernije od Sjevernog rta. Obalna područja Norveškog mora pojavila su se na zemljovidima u 17. stoljeću kao važan dio tada traženog Sjevernog morskog puta i kao bogato kitolovno područje.
Otok Jan Mayen otkriven je 1607. i postao je važna baza nizozemskih kitolovaca. Nizozemac Willem Barents otkrio je Medvjeđi otok i Svalbard, koji su tada već povremeno naseljavali ruski kitolovci zvani pomori. Otoci na rubu Norveškoga mora brzo su podijeljeni među nacijama. Tijekom vrhunca izlova kitova, Svalbard je godišnje posjećivalo oko 300 brodova s 12 000 članova posade.
Prva mjerenja dubine Norveškog mora izveo je 1773. Constantine Phipps na brodu HMS Racehorse, kao dio svoje ekspedicije na Sjeverni pol. Sustavno oceanografsko istraživanje u Norveškom moru započelo je krajem 19. stoljeća, kada je pad uroda bakalara i haringe kod Lofotkog otočja potaknuo norvešku vladu da istraži to pitanje. Zoolog Georg Ossian Sars i meteorolog Henrik Mohn uvjerili su vladu 1874. da pošalje znanstvenu ekspediciju, a između 1876. i 1878. istražili su veći dio mora na brodu Vøringen. Dobiveni podaci omogućili su Mohnu da uspostavi prvi dinamički model oceanskih struja, koji je uključivao podatke o vjetrovima, razlikama tlaka, temperaturu morske vode i salinitet i dobro se slagao s kasnijim mjerenjima. U 2019. na grebenu Mohn pronađene su naslage željeza, bakra, cinka i kobalta, vjerojatno iz hidrotermalnih izvora.

### Morske nemani i vrtlozi
Stoljećima se Norveško more smatralo rubom poznatoga svijeta. Potonuće i nestanak brojnih brodova zbog prirodnih katastrofa potaknuo je stvaranje legendi o čudovištima koja su zaustavljala i potapala brodove (kraken). Još 1845. Encyclopædia metropolitana sadržavala je prikaz o morskim čudovištima velikim pola milje na više stranica autora Erika Pontoppidana (1698. – 1764.) koja potapaju brodove. Mnoge legende vjerojatno su se temeljile na djelu Historia de gentibus septentrionalibus iz 1539. autora Olausa Magnusa, koji opisuje čudovište krakena i vrtloge Norveškoga mora. Kraken se također pojavljuje u istoimenoj pjesmi Alfreda Tennysona, te u Moby Dicku Hermana Melvillea i u romanu Dvadeset tisuća milja pod morem Julesa Vernea.
Između Lofotskih otoka Moskenesøya i Værøy, u blizini malog otoka Mosken, nalazi se Moskenstraumen: sustav plimnih vrtloga koji se naziva Maelström. S brzinom reda veličine 15 km/h (vrijednost jako varira između izvora), to je jedan od najjačih vrtloga na svijetu, a opisan je još u 13. stoljeću u Staronordijskoj poetskoj Edi. Maelström je postao atraktivna tema i inspiracija za mnoge slikare i pisce, uključujući Edgara Allana Poea, Waltera Moersa i Julesa Vernea. Riječ je u engleski jezik uveo E.A. Poe u svojoj priči "Silazak u vrtlog" (eng.: A Descent into the Maelström) iz 1841. u kojoj je opisao upravo Moskenstraumen. Moskenstraumen nastaje kao rezultat međudjelovanja nekoliko čimbenika: plime, položaja Lofotskih otoka i podvodnetopografije. Za razliku od većine drugih virova nalazi se na otvorenom moru, a ne u kanalu ili zaljevu. Vrtlog ima promjer od 40 – 50 metara, te čak i danas može biti opasan za mala plovila.

### Plovidba
Sve do 20. stoljeća obale Norveškog mora bile su rijetko naseljene, stoga su ondje uglavnom plovili ribarski brodovi, kitolovc i rijetki brodovi za obalni prijevoz. Od kasnog 19. stoljeća uspostavljena je norveška pomorska linija Coastal Express koja barem jednom dnevno povezuje gušće naseljeni jug sa sjeverom Norveške. Važnost brodarstva u Norveškome moru također je porasla širenjem ruske i sovjetske mornarice u Barentsovom moru i razvojem međunarodnih puteva prema Atlantiku kroz Baltičko more, Kattegat, Skagerrak i Sjeverno more.
Norveško more je bez leda i pruža izravnu pomorski put od Atlantika do ruskih luka na Arktiku (Murmansk, Arkhangelsk i Kandalaksha), koje su pak kopnenim putevima izravno povezane sa središnjom Rusijom. Ova se ruta uvelike koristila za opskrbu ruskih postrojbi tijekom Drugog svjetskog rata. Od 811 američkih brodova, njih 720 stiglo je do ruskih luka i dovezlo oko 4 milijuna tona tereta, između ostalog i oko 5000 tenkova i 7000 zrakoplova. Saveznici su na ovoj pomorskoj ruti izgubili 18 konvoja i 89 trgovačkih brodova. Glavne operacije njemačke mornarice protiv konvoja bile su PQ 17 u srpnju 1942., bitka za Barentsovo more u prosincu 1942. i bitka kod Sjevernog rta u prosincu 1943., oko granice između Norveškog mora i Barentsovog mora u blizini Sjevernog rta.
Plovidba Norveškim morem opala je nakon Drugog svjetskog rata i intenzivirala se tek u 1960-im i 70-im godinama širenjem sovjetske Sjeverne flote i velikih zajedničkih pomorskih vježbi sovjetskih sjevernobaltičkih flota u Norveškom moru. More je bilo ulaz za sovjetsku mornaricu u Atlantski ocean, time i projekcija na Sjedinjene Američke Države, a glavna sovjetska luka Murmansk bila je netom iza granice Norveškog i Barentsovog mora. Kao protumjeru, zemlje članice NATO-a značajno su povećale pomorsku prisutnost u Norveškom moru što je dovelo do čestih manevara presretanja i skrivanja između sovjetskih i NATO-ovih zrakoplova, brodova, a posebice podmornica. Sovjetska nuklearna podmornica K-278 Komsomolets potonula je 1989. jugozapadno od Medvjeđeg otoka, na granici Norveškog i Barentsovog mora s radioaktivnim materijalom na brodu koji predstavlja potencijalnu opasnost za floru i faunu.
Norveško more dio je Sjevernoga morskog puta za brodove iz europskih luka u Aziju. Udaljenost od Rotterdama do Tokija je 21 100 km preko Sueskog kanala i samo 14 100 km kroz Norveško more. Ledeni pokrov čest je problem u arktičkim morima, ali povremeno se led rastopi duž cijele sjeverne rute, kao primjerice kolovoza 2008. Rusija planira proširiti svoju offshore proizvodnju nafte na Arktiku, što bi trebalo povećati promet tankera kroz Norveško more do tržišta u Europi i Americi.

## Gospodarstvo

### Ribolov i kitolov
U blizini Lofotskog otočja ribolov se prakticira stotinama godina. Obalne vode udaljenih Lofotskih otoka jedno su od najbogatijih ribolovnih područja u Europi, pošto većina atlantskog bakalara zimi obitava obalne vode otočja za vrijeme mriještenja. U 19. stoljeću sušeni je bakalar bio jedan od glavnih izvoznih proizvoda Norveške i daleko najvažnija industrija u sjevernoj Norveškoj. Jake morske struje, vrtlozi, a posebice česte oluje učinile su ribolov opasnim zanimanjem. Na "kobni ponedjeljak" u ožujku 1821. godine umrlo je nekoliko stotina ljudi, od kojih njih 300 iz jedne župe, a  u travnju 1875. u jedan dan je izgubljeno stotinjak brodova s posadama.

Tijekom prošlog stoljeća riblji fond Norveškoga mora bilo je opustošen pretjeranim izlovom. U 2018. prekomjerni izlov iznosio je 41%. Samo dva od šesnaest ukupnih dopuštenih ulova (TAC) koje su dogovorile Europska unija (EU) i Norveška slijede upute znanstvenih skupina o očuvanju ribljeg fonda, a u devet od tih TAC-ova izlov je najmanje 25% iznad savjeta znanstvenika. Prema Zajedničkoj ribarskoj politici (ZRP), EU se obvezao postupno ukinuti prekomjerni izlov najkasnije do 2020. godine. Godine 2019. objavljeno je da EU nije na putu postizanja tog cilja.
Kitolov je također bio važna gospodarska grana za obalne zemlje Norveškoga mora. Početkom 1600-ih, engleski lovac Stephen Bennet počeo je loviti morževe na Medvjeđem otoku. U svibnju 1607., Moskovska kompanija je tijekom istraživanja Sjeverozapadnoga prolaza otkrila je velike populacije morževa i kitova u Norveškom moru i počela s izlovom 1610. u blizini Spitsbergena. Kasnije u 17. stoljeću, nizozemski brodovi počeli su lov na grenlandske kitove u blizini Jan Mayena. Populacija kitova između Svalbarda i Jan Mayena tada je iznosila oko 25 000 jedinki. Britancima i Nizozemcima tada su se pridružili Nijemci, Danci i Norvežani. Između 1615. i 1820. vode između Jan Mayena, Svalbarda, Medvjeđeg otoka i Grenlanda, između Norveškog, Grenlandskog i Barentsovog mora, bile su najproduktivnije kitolovno područje na svijetu, međutim, intenzivni izlov već je početkom 20. stoljeća istrijebio kitove u tom području.

### Nafta i plin
Najvažnije prirodno bogatstvo Norveškoga mora više nije ribe, već nafta i zemni plin koji se nalazi ispod oceanskog dna. Norveška je započela s podmorskom proizvodnjom nafte 1993., nakon čega je uslijedio razvoj plinskog polja Huldra 2001. Velika dubina i hladne vode Norveškog mora predstavljaju značajne tehničke izazove za eksploatacijsko bušenje na morskome dnu. Dok se eksploatacija nafte na dubinama većim od 500 metara provodi od 1995. godine, samo je nekoliko dubokih plinskih polja komercijalno istraženo. Najvažniji trenutni projekt je Ormen Lange (dubina 800 – 1100 m), gdje je proizvodnja plina započela 2007. godine. S rezervama od 4×1011 m3, to je najveće norveško plinsko polje. Povezano je s velikom europskom mrežom plinovoda plinovodom Langeled, trenutno najdužim podvodnim plinovodom na svijetu. Poseban izazov je eksploatacija plinskog nalazišta Kristin gdje je temperatura čak 170 stupnjeva °C, a tlak plina prelazi 900 bara. Sjevernije se nalaze plinska polja Norne i Snøhvit.

## Vanjske poveznice
- American Geophysical Union - Norwegian Sea Proposed as Storage Site for Carbon Dioxide  Arhivirana inačica izvorne stranice od 25. prosinca 2006. (Wayback Machine) (engl.)
- Goliat - New oil field off Northern Norway discovered (engl.)
- NASA: Smoke Over Norwegian Sea  Arhivirana inačica izvorne stranice od 23. kolovoza 2007. (Wayback Machine) (engl.)